# Hexafluoropropylène
Pour les articles homonymes, voir HFP.
L'hexafluoropropylène (HFP), ou hexafluoropropène, est un fluorocarbure de formule chimique F2C=CF–CF3. Il s'agit d'un gaz incolore et pratiquement inodore, plus lourd que l'air, non combustible, soluble dans l'eau, où il s'hydrolyse. Il est irritant pour les voies respiratoires.
L'hexafluoropropylène est utilisé dans les procédés de dépôt par plasma en phase gazeuse de polymères de type tétrafluoroéthylène (Téflon). Il intervient comme comonomère dans la production de copolymères tels que les EFEP éthylène H2C=CH2 – tétrafluoroéthylène F2C=CF2 (TFE) – hexafluoropropylène F2C=CF–CF3 (HFP).